# 611-й истребительный авиационный полк
611-й истребительный авиационный Перемышльский Краснознамённый ордена Кутузова полк (611-й иап) — воинская часть Военно-воздушных сил (ВВС) Вооружённых Сил РККА, принимавшая участие в боевых действиях Великой Отечественной войны.

## История наименований полка
За весь период своего существования полк несколько раз менял своё наименование:
- 611-й истребительный авиационный полк;
- 611-й истребительный авиационный Перемышльский полк;
- 611-й истребительный авиационный Перемышльский ордена Кутузова полк;
- 611-й истребительный авиационный Перемышльский Краснознамённый ордена Кутузова полк;
- Войсковая часть (Полевая почта) 42104.

## История полка
611-й истребительный авиационный полк сформирован в ноябре 1941 года в Среднеазиатском военном округе, (аэродром Ак-тепе, Ашхабад) как отдельный истребительный авиационный полк по штату 015/134 на самолётах И-153 на основании Директивы ВВС КА № 700837 от 27.10.1941 г. Окончив формирование полк приступил с 20 декабря 1941 года к выполнению задач по плану противовоздушной обороны города Красноводска. В начале декабря 1942 года полку поставлена задача на перелёт в состав действующей армии. 15 декабря 1942 года полк убыл через Каспийское море в состав 236-й истребительной авиационной дивизии 5-й воздушной армии Закавказского фронта, при этом переформирован по штату 015/284.
После перелёта 17 декабря 1942 года в составе 236-й истребительной авиационной дивизии 5-й воздушной армии Закавказского фронта вступил в боевые действия против фашистской Германии и её союзников на самолётах И-153, приняв участие в Туапсинской операции. Первая известная воздушная победа полка в Отечественной войне одержана 11 января 1943 года: старший лейтенант Пантелеев Н. Д. в воздушном бою в районе аэродрома Краснодар сбил немецкий истребитель Ме-109. В процессе боевых действий полк 30 марта 1943 года принял эскадрилью самолётов И-153 с лётчиками от 718-го иап. 24 апреля в составе дивизии передан из 5-й воздушной армии в состав 4-й воздушной армии Северо-Кавказского фронта.
После начала Воздушного сражения на Кубани в июне 1943 года полк за 15 дней во фронтовых условиях освоил истребители Як-1 и был укомплектован самолётами за счёт полков 3-го истребительного авиационного корпуса, выбывших из 4-й воздушной армии на переформирование. С 14 июля полк в составе дивизии был передан в состав 8-й воздушной армии Южного фронта, который 20 октября 1943 года был переименован в 4-й Украинский фронт.
С 20 января 1944 года полк боевой работы не вёл, вместе с 236-й истребительной авиационной дивизией находился в резерве Ставки ВГК. К 1 мая 1944 года полк был переформирован по новому штату 015/364 и доукомплектован истребителями Як-9. Со 2 мая 1944 года полк приступил к боевой работе в составе своей 236-й истребительной авиационной дивизии в составе 17-й воздушной армии 3-го Украинского фронта на самолётах Як-1 и Як-9. 12 июля 1944 года полк вместе с 236-й истребительной авиационной дивизией передан в состав 2-й воздушной армии 13-го Украинского фронта, а после выполнения поставленных задач 13 августа 1944 года в составе дивизии возвращён на 3-й Украинский фронт в 17-ю воздушную армию.
За отличие в боях за овладение городами Перемышль и Ярослав 10 августа 1944 года полку приказом ВГК присвоено почётное наименование «Перемышльский» .
 За образцовое выполнение заданий командования в боях с немецкими захватчиками, за овладение городами Браилов и Констанца и проявленные при этом доблесть и мужество Указом Президиума Верховного Совета СССР от 16 сентября 1944 года полк награждён орденом Кутузова III степени.
19 сентября 1944 года полк передан в состав 288-й истребительной авиационной дивизии 17-й воздушной армии 3-го Украинского фронта, в составе которой прошёл боевой путь до конца войны и принимал участие в операциях по освобождению Белграда, Венгрии и Австрии. С февраля 1945 года полк начал перевооружаться на Як-3.
  За образцовое выполнение боевых заданий командования в боях с немецкими захватчиками при овладении городами Секешфехервар, Мор, Зирез, Веспрем, Эньинг и проявленные при этом доблесть и мужество Указом Президиума Верховного Совета СССР от 26 апреля 1945 года 611-й истребительный авиационный Перемышльский ордена Кутузова полк награждён орденом «Боевого Красного Знамени».
К 1 мая 1945 года полк имел в боевом составе 44 Як-3 и 5 Як-9. 9 мая 1945 года полк встретил на аэродромах возле Мюнхендорфа в Австрии.
В составе действующей армии полк находился:
- с 17 декабря 1941 года по 19 января 1944 года;
- со 2 мая 1944 года по 9 мая 1945 года.

| Як-9 | Як-9УМ | Як-3 |

По окончании войны полк находился в боевом составе 288-й истребительной авиационной дивизии 17-й воздушной армии 3-го Украинского фронта (Южной группы войск с июня 1945 года), а с декабря 1945 года полк вместе с дивизией вошёл в состав 3-го гвардейского истребительного авиационного корпуса 17-й воздушной армии Южной группы войск. Полк базировался на аэродроме Ямбол в Болгарии.
611-й истребительный авиационный Перемышльский Краснознамённый ордена Кутузова полк в связи с сокращениями Вооружённых сил в послевоенные годы в период с 25 марта 1947 года по 5 мая 1947 года был расформирован в составе 288-й истребительной авиационной дивизии 3-го гвардейского истребительного авиационного корпуса 17-й воздушной армии Южной группы войск.

## Командиры полка
- майор, подполковник Чугунов Александр Степанович[7], 11.1941 — 15.06.1944
- майор, подполковник Исаенко Николай Фёдорович[7], 16.06.1944 — 1946

## Участие в операциях и битвах
- Туапсинская операция — с 17 декабря 1942 года по 20 декабря 1942 года.
- Новороссийская операция «Море» — с 11 января 1943 года по 3 сентября 1943 года
- Краснодарская наступательная операция — с 9 февраля 1943 года по 16 марта 1943 года.
- Воздушные сражения на Кубани — с апреля по июль 1943 года
- Миусская оборонительная операция — с 17 июля 1943 года по 2 августа 1943 года.
- Донбасская операция — с 13 августа 1943 года по 22 сентября 1943 года.
- Миусская наступательная операция — с 17 августа 1943 года по 12 сентября 1943 года.
- Мелитопольская операция — с 26 сентября 1943 года по 5 ноября 1943 года.
- Крымская наступательная операция — со 2 мая 1944 года по 12 мая 1944 года.
- Львовско-Сандомирская операция — с 13 июля 1944 года по 6 августа 1944 года.
- Ясско-Кишинёвская операция — с 20 августа 1944 года по 29 августа 1944 года.
- Белградская операция — с 28 сентября 1944 года по 20 октября 1944 года.
- Будапештская операция — с 29 октября 1944 года по 13 февраля 1945 года.
- Балатонская оборонительная операция — с 6 марта 1945 года по 15 марта 1945 года.
- Венская наступательная операция — с 16 марта 1945 года по 15 апреля 1945 года.

## Благодарности Верховного Главнокомандующего
За проявленные образцы мужества и героизма Верховным Главнокомандующим лётчикам полка в составе 288-й иад объявлены благодарности:
- за освобождение города Белград[8]
- за форсирование реки Дунай[9]
- за овладение городами Секешфехервар и Бичке[10]
- за овладение городом Шопрон[11]
- за овладение городом Будапешт[12]
- за овладение городами Секешфехервар и Веспрем[13]
- за овладение городами Папа и Девечер[14]
- за овладение городами Чорно и Шарвар[15]
- за овладение городами Сомбатель, Капувар и Кёсег[16]
- за овладение городами Вашвар и Кёрменд[17]
- за овладение городом Шопрон[18]
- за овладение городом Надьканижа[19]
- за овладение Винер-Нойштадтом[20]
- за овладение городом Вена[21]
- за овладение городом Санкт-Пёльтен[22]
- за овладение городом Брно[23]

## Отличившиеся воины
- Батаров Михаил Фёдорович, майор, командир эскадрильи 611-го истребительного авиационного полка 288-й истребительной авиационной дивизии 17-й воздушной армии Указом Президиума Верховного Совета СССР от 18 августа 1945 года удостоен звания Герой Советского Союза. Золотая Звезда № 5455.
- Чурилин Алексей Павлович, майор, командир эскадрильи 611-го истребительного авиационного полка 288-й истребительной авиационной дивизии 17-й воздушной армии Указом Президиума Верховного Совета СССР от 18 августа 1945 года удостоен звания Герой Советского Союза.

## Лётчики-асы полка
| Фамилия, имя отчество          | Награды | Сбито самолётов (+ в группе) | Примечание |
| ------------------------------ | ------- | ---------------------------- | --- |
| Батаров Михаил Фёдорович       |         | 15 + 0                       | Лётчик полка: дек. 1942 — май 1945. Боевых вылетов: около 350; воздушных боёв: 75                                                                                   |
| Беляев Павел Матвеевич         |         | 5 + 0                        | Лётчик полка: авг. 1943 — май 1945. Боевых вылетов: 233; воздушных боёв: 47                                                                                         |
| Гришин Пётр Алексеевич         |         | 6 + 0                        | Лётчик полка: авг. 1943 — май 1945. Боевых вылетов: 174 |
| Исаенко Николай Фёдорович      |         | 14 + 2                       | Лётчик полка: июнь 1944 — май 1945. Боевых вылетов: 274 |
| Королёв Владимир Степанович    |         | 8 + 0                        | Лётчик полка: апр. 1943 — май 1945. |
| Логвиненко Иван Васильевич     |         | 16 + 0                       | Лётчик полка: нояб. 1944 — май 1945. Боевых вылетов: 379 |
| Мордовский Павел Иванович      |         | 6 + 0                        | Лётчик полка: окт. 1943 — май 1945. |
| Мошин Пётр Михайлович          |         | 12 + 3                       | Лётчик полка: фев. — май 19. Боевых вылетов: около 400 |
| Онищенко Иван Акимович         |         | 5 + 0                        | Лётчик полка: дек. 1942 — май 1943. Боевых вылетов: 92 (03.08.1944). 16 гв. иап: окт. 1943 — дек. 1944. Погиб 15 декабря 1944 г. Разбился в авиационной катастрофе. |
| Сошников Иван Иванович         |         | 16 + 0                       | Лётчик полка: март — май 1945. Боевых вылетов: 285; воздушных боёв: 65. Умер 27 ноября 1980 г.                                                                      |
| Трусов Николай Павлович        |         | 12 + 0                       | Лётчик полка: авг. 1944 — май 1945. Боевых вылетов: 155; воздушных боёв: 27                                                                                         |
| Черногор Константин Леонтьевич |         | 7 + 0                        | Лётчик полка: авг. 1943 — дек. 1944. Боевых вылетов: 106 [19.09.1944]. Погиб 25 декабря 1944 г. Сбит в воздушном бою.                                               |
| Чугунов Александр Степанович   |         | 5 + 0                        | Лётчик полка: апр. 1942 — июнь 1944. Боевых вылетов: 176; воздушных боёв: 42.                                                                                       |
| Чурилин Алексей Павлович       |         | 26 + 0                       | Лётчик полка: дек. 1942 — май 1945. Боевых вылетов: более 300. Умер 23 августа 1982 г.                                                                              |

## Итоги боевой деятельности полка
Всего за годы Великой Отечественной войны полком:
| Выполнено боевых вылетов | Сбито самолётов в воздухе | Уничтожено самолётов всего |
| ------------------------ | ------------------------- | -------------------------- |
| 7842                     | 204                       | 248                        |

Свои потери:
| Потеряно самолётов, всего | Погибло лётчиков всего |
| ------------------------- | ---------------------- |
| 123                       | 70                     |

## Самолёты на вооружении
| Период         | Самолёты |
| -------------- | -------- |
| 11.1941 — 1943 | И-153    |
| 06.1943 — 1944 | Як-1     |
| 1944 — 1945    | Як-9     |
| 1945 — 1947    | Як-3     |

## Базирование
| Период            | Аэродромы           |
| ----------------- | ------------------- |
| 04.1945 — 07.1945 | Мюнхендорф, Австрия |
| 07.1945 — 05.1947 | Ямбол, Болгария     |